# 路徑積分表述
量子力學和量子场论的路徑積分表述（英語：path integral formulation或functional integral）是一個從經典力學裡的作用原則延伸出來對量子物理的一種概括和公式化的方法。它以包括两點間所有路徑的和或泛函積分而得到的量子幅來取代經典力學裡的單一路徑。
路径积分表述的基本思想可以追溯到諾伯特·維納，他介绍的维纳积分解决扩散和布朗运动的问题。在1933年他的论文中，由保罗·狄拉克把这个基本思想被扩展到量子力学中的利用拉格朗日算符。路徑積分表述的完整方法，由理論物理學家理查德·費曼在1948年發展出來，但較早時，費曼已在约翰·惠勒指导的博士论文中，摸索出初步結果。
因爲路徑積分的表述法顯然地把時間和空間同等處理，它成為以後理論物理學發展的重要工具。
路徑積分表述也把量子現像和随機現像联系起來，為1970年代量子場論和概括二級相變附近序參數波動的統計場論統一奠下基礎。薛定諤方程式是虛擴散系數的擴散方程，而路徑積分表述是把所有可能的随機移動路徑加起來的方法的解析延拓。因此路徑積分表述在應用於量子力學前，已經應用在布朗運動和擴散問題上。

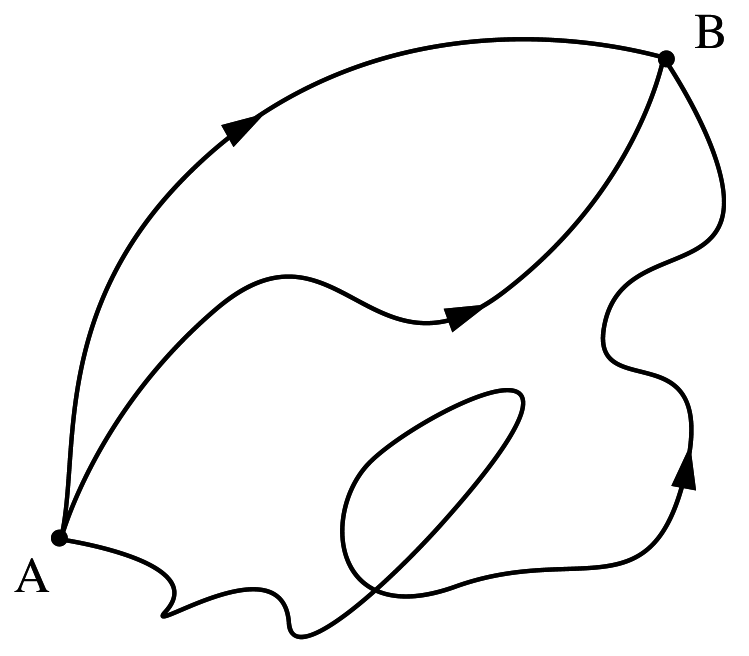
在时间t_{0}，粒子从点A出發，則在时间t_{1}，可能出現在点B。圖中的三條路徑，皆對此量子幅有貢獻。（也有許多其他路徑。）

## 數學方法

### 哈密頓算符在量子力學中的意義
量子力學中，哈密頓算符{\displaystyle H}生成時間演化算符{\displaystyle U(t_{b},t_{a})}：
{\displaystyle U(t_{b},t_{a})=e^{-{\frac {i}{\hbar }}(t_{b}-t_{a})H}.}
一個量子粒子在時刻{\displaystyle t_{a}}到{\displaystyle t_{b}}間從位置{\displaystyle x_{a}}運動到{\displaystyle x_{b}}的量子概率幅是：
{\displaystyle iG(x_{b},t_{b};x_{a},t_{a})\equiv \left\langle x_{b}\right|U(t_{b},t_{a})\left|x_{a}\right\rangle .}
因爲{\displaystyle U(t_{b},t_{a})}是很複雜的算符函數，直接用以上定義計算{\displaystyle iG(x_{b},t_{b};x_{a},t_{a})}非常困難。
時間演化算符符合
{\displaystyle U(t_{b},t_{a})=U(t_{b},t)U(t,t_{a}),}
因此量子幅符合
{\displaystyle iG(x_{b},t_{b};x_{a},t_{a})=\int dx\ iG(x_{b},t_{b};x,t)iG(x,t;x_{a},t_{a})}。
右式被積項的意義為從{\displaystyle (t_{a},x_{a})}出發，在中途時刻{\displaystyle t}先穿過位置{\displaystyle x}，再到達{\displaystyle (t_{b},x_{b})}的路徑的總量子幅，此量子幅是两段路徑量子幅的積；而左式從{\displaystyle (t_{a},x_{a})}到{\displaystyle (t_{b},x_{b})}的量子幅，等於右式所有這種路徑的和（積分）。

### 時間切片
假設粒子在時刻{\displaystyle t_{a}}到{\displaystyle t_{b}}間從位置{\displaystyle x_{a}}運動到{\displaystyle x_{b}}。那可以把之間的時間平均分割成個別的時間區間：{\displaystyle t_{a}=t_{0}<t_{1}<t_{2}<\cdots <t_{n-1}<t_{n}=t_{b}}。每一段的時間是{\displaystyle \Delta ={\frac {t_{b}-t_{a}}{n}}}。
在時刻{\displaystyle t_{j-1}}和{\displaystyle t_{j}}間粒子的量子幅是：
{\displaystyle {\begin{aligned}\left\langle x_{j}\left|e^{-i{\frac {\Delta }{\hbar }}H({\hat {p}},{\hat {x}})}\right|x_{j-1}\right\rangle &=\int dp_{j}\langle x_{j}|p_{j}\rangle \left\langle p_{j}\left|e^{-i{\frac {\Delta }{\hbar }}H({\hat {p}},{\hat {x}})}\right|x_{j-1}\right\rangle \end{aligned}}}
因為{\displaystyle {\hat {p}}}和{\displaystyle {\hat {x}}}是互不交换的算符，所以必須運用它們的交换子關係：{\displaystyle [{\hat {p}},{\hat {x}}]=i\hbar }把{\displaystyle H({\hat {p}},{\hat {x}})}修成所有的{\displaystyle {\hat {p}}}在{\displaystyle {\hat {x}}}左方的正常順序：
{\displaystyle e^{-i{\frac {\Delta }{\hbar }}H({\hat {p}},{\hat {x}})}=:e^{-i{\frac {\Delta }{\hbar }}H({\hat {p}},{\hat {x}})}:+O(\Delta ^{2})}
做時間切片的作用是：當取切片數趨向無限大的极限時（{\displaystyle \Delta \rightarrow 0}），原本非正常順序的哈密頓算符可以以正常順序版代替。在正常順序算符下，{\displaystyle {\hat {p}}}和{\displaystyle {\hat {x}}}從算符簡化成普通複數。
因此
{\displaystyle {\begin{aligned}\left\langle x_{j}\left|e^{-i{\frac {\Delta }{\hbar }}H({\hat {p}},{\hat {x}})}\right|x_{j-1}\right\rangle &=\int {\frac {dp_{j}}{2\pi \hbar }}e^{i{\frac {p_{j}}{\hbar }}(x_{j}-x_{j-1})}\,e^{-i{\frac {\Delta }{\hbar }}H(p_{j},x_{j-1})}\\&=\int {\frac {dp_{j}}{2\pi \hbar }}e^{i{\frac {\Delta }{\hbar }}\left(p_{j}{\frac {x_{j}-x_{j-1}}{\Delta }}-H(p_{j},x_{j-1})\right)}\\\end{aligned}}}
把所有連接{\displaystyle (t_{a},x_{a})}和{\displaystyle (t_{b},x_{b})}的路徑相加得到的總量子幅是：
{\displaystyle {\begin{aligned}iG(x_{b},t_{b};x_{a},t_{a})&=\int dx_{1}\cdots dx_{n-1}\prod _{i=1}^{n-1}dp_{i}\exp \left[{\frac {i}{\hbar }}\sum _{j=1}^{n-1}\Delta \,L\left(t_{j},{\frac {x_{j}+x_{j-1}}{2}},{\frac {x_{j}-x_{j-1}}{\Delta }}\right)\right]\\&=\int {\mathcal {D}}\left[x(t)\right]e^{{\frac {i}{\hbar }}S[x(t)]},\end{aligned}}}
其中{\displaystyle S}是路徑{\displaystyle x(t)}的作用量，拉格朗日量{\displaystyle L(t,x,{\dot {x}})}的時間積分：
{\displaystyle S=\int L(t,x,{\dot {x}})dt.}

## 简單例子

### 自由粒子
自由粒子的作用量（{\displaystyle m=1}，{\displaystyle \hbar =1}）為：
{\displaystyle S=\int {\frac {{\dot {x}}^{2}}{2}}dt,}
可以插入路徑積分裡做直接計算。
暫時把指數函數内i去掉可容許比較簡易的理解計算，以後可以用威克轉動回到原式。去掉{\displaystyle i}後，有：
{\displaystyle G(x-y;T)=\int _{x(0)=x}^{x(T)=y}e^{-\int _{0}^{T}{\frac {{\dot {x}}^{2}}{2}}dt}{\mathcal {D}}x=\int _{x(0)=x}^{x(T)=y}\prod _{t}e^{-{\frac {1}{2}}\left({\frac {(x(t+\epsilon )-x(t)}{\epsilon }}\right)^{2}\epsilon }{\mathcal {D}}x,}
其中{\displaystyle {\mathcal {D}}x}是以上時間切成有限片的積分。連乘裡，每一項都是平均值為{\displaystyle x(t)}，方差為{\displaystyle \epsilon }的高斯函數。故多重積分是相鄰時間高斯函數{\displaystyle G_{\epsilon }}的卷積：
{\displaystyle G(x-y;T)=G_{\epsilon }*G_{\epsilon }*G_{\epsilon }*\cdots *G_{\epsilon }(x-y).}
這裡面共包含{\displaystyle T/\epsilon }個卷積。傅里葉變換下，卷積變成普通乘積：
{\displaystyle {\tilde {G}}(p;T)={\tilde {G}}_{\epsilon }(p)^{T/\epsilon }.}
而高斯函數的傅里葉變換也是一個高斯函數：
{\displaystyle {\tilde {G}}_{\epsilon }(p)=e^{-\epsilon {\frac {p^{2}}{2}}},}
因此
{\displaystyle {\tilde {G}}(p;T)=e^{-T{\frac {p^{2}}{2}}}.}
反傅里葉變換可以得到實空間量子幅：
{\displaystyle G(x-y;T)\propto e^{-{\frac {(x-y)^{2}}{2T}}}.}
時間切片方法原則上不能决定以上比例系數，但以随機運動概率來理解，可得到以下正規条件：
{\displaystyle \int G(x-y;T)dy=1,}
從這條件可得到擴散方程：
{\displaystyle {\frac {d}{dt}}G(x;t)={\frac {\nabla ^{2}}{2}}G.}
回到振盪軌道，即恢復分子裡的原本的{\displaystyle i}。這可同樣得到一系列高斯函數的卷積。但這些高斯積分是嚴重振盪積分而要小心計算。一個普遍方法是讓時間片{\displaystyle \epsilon }帶一個小虚部。這等同於以威克轉動在實時間和虚時間間轉换。在這些處理下，可得到傳播核：
{\displaystyle G(x-y;T)\propto e^{\frac {i(x-y)^{2}}{2T}}.}
運用和之前一樣的正規條件，重新得到自由粒子的薛定諤方程式：
{\displaystyle {\frac {d}{dt}}G(x;t)={\frac {i\nabla ^{2}}{2}}G.}
這意味著任何{\displaystyle G}的綫性組合也符合薛定諤方程式，包括以下定義的波函數：
{\displaystyle \varphi _{t}(x)=\int \varphi _{0}(y)G(x-y;t)dy,}
和{\displaystyle G}一樣服從薛定諤方程式：
{\displaystyle i{\frac {d}{dt}}\varphi _{t}=-{\frac {\nabla ^{2}}{2}}\varphi _{t}(x).}

## 量子场论
配分函数成为泛函积分：
{\displaystyle Z=\int D\phi \ \exp(iS(\phi ))}

## 费米子路径积分
费米积分、格拉斯曼數

## 参看
- 费曼－卡茨公式
- 配分函数
- 泛函
- 高斯积分